# Quercus streimii
Quercus streimii là một loài thực vật có hoa trong họ Cử. Loài này được Heuff. miêu tả khoa học đầu tiên năm 1850.